# Vielle-Tursan
Vielle-Tursan – miejscowość i gmina we Francji, w regionie Nowa Akwitania, w departamencie Landy.
Według danych na rok 1990 gminę zamieszkiwało 301 osób, a gęstość zaludnienia wynosiła 23 osób/km² (wśród 2290 gmin Akwitanii Vielle-Tursan plasuje się na 879. miejscu pod względem liczby ludności, natomiast pod względem powierzchni na miejscu 875.).